# Jordi Albert i Caballero
Jordi Albert i Caballero   (Barcelona, 14 de febrer de 1978) és un polític català i diputat electe al Parlament de Catalunya per Esquerra Republicana de Catalunya.
Llicenciat en Geografia i Història per la Universitat de Barcelona, és professor de secundària. Des del 2007 és regidor a l'oposició i portaveu del grup d'ERC-AM a l'ajuntament de Sant Andreu de la Barca. És també president de la Federació Comarcal del mateix partit. Va ocupar la posició 17 a les llistes d'Esquerra Republicana a les eleccions del 21 de desembre de 2017.
A les eleccions al Parlament de Catalunya de 2017 fou escollit com a diputat amb la llista d'Esquerra Republicana de Catalunya-Catalunya Sí.